# Rose Laurens
Rose Laurens, született Rose Podwojny (Párizs, 1953. március 4. – Párizs, 2018. április 30.) francia énekesnő, dalszerző.

## Életútja
Apai nagyapja Varsóban zongorista és hegedűművész volt és némafilmekhez szerzett zenét. Rose Podwojny Párizsban született 1953. március 4-én. Tagja volt a Sandrose progresszív rock zenekarnak mellyel 1972-ben egy nagylemezt jelentett meg. Az 1970-es évek végén Rose Merryl néven lépett fel, majd 1979-ben vette fel a Rose Laurens művésznevet. 1980-ban A nyomorultak musical eredeti változatában énekelt két dalt (L'air de la misère, J'avais rêvé d'une autre vie…). Az 1982-es Africa című számával érte el élete legnagyobb sikerét. A dal Franciaországban listavezető lett. 1983-ban kiadásra került Voodoo Master verzió Ausztriában lett listavezető, Svájcban és Norvégiában második, Nyugat-Németországban a harmadik volt.

## Diszkográfia

### Stúdióalbumok
Sandrose
- Sandrose (1972, Jean-Pierre Alarcen együttesével az első francia progresszív rock album)

Musical
- A nyomorultak (Les Misérables) (1980, L'air de la misère, J'avais rêvé d'une autre vie… dalok)

Szólólemezek
- Déraisonnable (1982)
- Vivre (1983)
- Africa - Voodoo Master (1984)
- Écris ta vie sur moi (1986)
- J'te prêterai jamais (1990)
- Envie (1995)
- L'ombre d'un géant (2001)
- DNA (2015)

### Válogatások
- Rose Laurens - Compilation (1986)
- 17 Grands Succès de Rose Laurens (1991)
- The Very Best of Rose Laurens (1996)

### Kislemezek
- In Space (1976, Rose Merryl néven)
- L'Après amour (1977, Rose Merryl néven)
- Je suis à toi (1978, Rose Merryl néven)
- Survivre (1979)
- À deux (1979)
- J'vous aime les oiseaux (1980)
- L'Air de la misère (1980)
- Pas facile (1981)
- Africa (1982)
- Africa (Voodoo Master) (1983)
- Mamy Yoko (1983)
- Vivre (1983)
- Danse moi (1984)
- Night Sky (1984)
- Cheyenne (1985)
- Quand tu pars (1985)
- American Love (1986)
- La Nuit (1986)
- Où vont tous ceux qu'on aime? (1987)
- Africa - Mégamix 89 (1989)
- J'te prêterai jamais (1990)
- Il a les yeux d'un ange (1991)
- Africa - Remix 94 (1994)
- Nous c'est fou (1995)
- Pour aimer plus fort (2001)
- Si j'pars sur une île (2015)